# Kalajoki
Kalajoki je město a obec v provincii Severní Pohjanmaa. Počet obyvatel obce je přibližně 12 tisíc, rozloha 2391,29 km² (z toho 1460,24 km² připadá na moře a 6,92 km² na vnitrozemské vodní plochy). Hustota zalidnění je pak asi 14 obyv./km². Obec je finskojazyčná. Status města získalo Kalajoki v roce 2002. Kalajoki je známým turistickým cílem, především díky dlouhým písečným plážím a s nimi spojeným aktivitám.

## Vesnice
Město Kalajoki tvoří tyto vesnice: Vasankari, Plassi, Mehtäkylä, Pohjankylä, Pitkäsenkylä, Etelänkylä, Kääntä, Tynkä, Rahja, Kurikkala, Kärkinen, Typpö, Rautio

## Významné osobnosti
- Jussi Jokinen - finský hokejista

## Partnerská města
- Izumo, Japonsko (od roku 2003)
- Vansbro, Švédsko